# Amaretto
Amaretto (zdrobnělina z ital. amaro, hořký) je italský ovocný likér, jenž má sladkohořkou, trpkosladkou chuť s mandlovou vůní.

## Složení
Tento likér se vyrábí z mandlí, meruňkových jader, bylin, vanilky a koření. Obsahuje 28 % alkoholu. Nejstarší originální Amaretto je značky Di Saronno. Historie likéru Amaretto se datuje od roku 1525.
Podává se jako digestiv, ke kávě. V malém množství se dá použít i na dort Tiramisu. 